# Михаил IV Пафлагон
 Тази статия е за византийския император.  За константинополския патриарх вижте Михаил IV Авториан.  
Михаил IV Пафлагон (на гръцки: Μιχαήλ Δ΄ Παφλαγών; * 1010; † 10 декември 1041) е византийски император (василевс) от 11 април 1034 до 10 декември 1041.

## Произход и възкачване
Михаил произхожда от семейство на пафлагонски селяни и работи като сараф. Неговият брат, евнуха Йоан Орфанотроф, е управител на женските покои (гинекея) на императорския дворец и довежда в двора своя по-малък брат, в когото се влюбва императрица Зоя. Така младият Михаил става любовник на възрастната императрица, но това буди подозренията на император Роман III Аргир. Двамата вероятно отравят императора, след което императрицата веднага се омъжва за Михаил (11 април 1034 г.). Михаил е обявен за василевс и управлява съвместно със Зоя.

## Управление
Михаил IV е красив, умен и щедър, но необразован и страда от епилепсия и воднянка. Приемайки страданията си като наказание за убийството на предшественика му, императора скоро попада под влиянието на монасите и се отдалечава от императрицата. Той поверява управлението на брат си Йоан Орфанотроф, за да се отдаде на молитви и покаяние. Евнуха Йоан умело изолира императрицата от властта, която поема изцяло в свои ръце, реформира армията и фискалната политика, което възвръща силите на империята и ѝ помага да води успешни действия срещу външнополитическите си врагове.
Увеличаването на данъците и злоупотребите на чиновниците обаче предизвикват недоволство сред народа и градските общини (димите). Йоан често назначава свои роднини на държавите постове, което раздразва и благородниците. Срещу Йоан са организирани редица заговори и бунтове. През 1034 г. аристократът Константин Даласен оглавява надигане срещу данъците в Антиохия и е арестуван; през 1037 г. самата императрица Зоя се опитва да отрови евнуха, но е разкрита и поставена под строг контрол в двореца; през 1038 г. е потушен военен бунт в Анатолия; през 1040 г. в последния заговор срещу брата на императора е замесен и патрицият Михаил Керуларий, който, за да спаси живота си, се замонашва и по-късно е избран за Константинополски патриарх.

### Войни и външна политика
През 1034 г. арабски пирати нападат град Мира в Ликия, а сръбското княжество Дукля отхвърля върховенството на империята. Печенегите, нахлули през 1032 г. в Североизточна България, обсаждат Тесалоника и плячкосват Източна Тракия, преди да се изтеглят на север от Дунав (1036 г.). На изток са постигнати някои успехи срещу мюсюлманите и Едеса е възвърната (1037 г.).
Между 1037 и 1040 г. ромеите постигат забележителни успехи в борбата срещу арабите в Сицилия. Те почти са прогонени от отрядите на опитния пълководец Георги Маниак, който е изпратен от Константинопол, за да се сражава срещу мюсюлманите, безпокоящи западните граници на империята в Южна Италия. През 1040 г. е възвърната Сиракуза след век и половина арабско управление. Маниак обаче загубва подкрепата на ломбардите и норманите, които дотогава са съюзници на Византия в борбата ѝ срещу арабите-сарацини в Южна Италия.
Георги Маниак обижда и флотския началник Стефан, женен за сестрата на император Михаил IV. Стефан го оклеветява пред императора за предполагаема негова измяна и Георги Маниак е отзован обратно в Константинопол, където без право на защита е хвърлен в тъмница. След отзоваването на Маниак от Сицилия всички завоевания на империята са загубени само след една година, а няколкото експедиции срещу норманите в Южна Италия претърпяват неуспех.

### Въстанието на българите
През 1040 г. въстават българите в Белград, които недоволстват заради отмяната на дотогавашните натурални данъци и въведения паричен поземлен данък. Въстанието бързо се разпространява и обхваща цяла тема България. Въстаниците са предвождани от внука на цар Самуил – Петър Делян, който е провъзгласен за цар. Въпреки че през 1040 г. Михаил IV успява да разбие въстаническите войски край Солун, на следващата 1041 г. императорът организира втори поход, в който участват и отряди от викинги, предвождани от бъдещия норвежки крал Харалд Хардрада. Въстаниците са разбити благодарение на раздорите сред водачите им, а Петър Делян е ослепен, заловен и отведен в Константинопол. Император Михаил IV се завръща триумфално в столицата, но вече доста болен и умира (10 декември 1041 г.). Тронът е наследен от неговия племенник Михаил V Калафат.